# Meidling Hauptstraße (metropolitana di Vienna)
Meidling Hauptstraße (fino al 1988 denominata ufficialmente Meidling-Hauptstraße) è una stazione della linea U4 della metropolitana di Vienna situata nel 12º distretto. Fino al 31 agosto 1981, fu il capolinea occidentale della linea U4.

## Descrizione
La fermata si trova accanto al fiume Vienna, lungo Schönbrunner Straße, tra Lobkowitzbrücke e Fabriksbrücke. Essendo servita da diverse linee di autobus, costituisce un importante snodo intermodale del trasporto pubblico tra la zona meridionale di Rudolfsheim-Fünfhaus e il centro commerciale del quartiere Meidling.
Le uscite conducono al centro commerciale locale, dove si trovano un punto vendita di una grande panetteria viennese e altri punti di ristoro. Il 15º distretto di Vienna, Rudolfsheim-Fünfhaus, è raggiungibile tramite un collegamento stradale. Schönbrunner Straße conduce alla zona pedonale di Meidling e alla sede municipale del 12º distretto.

## Storia

### Stadtbahna vapore
La stazione, a tre binari, era stata realizzata come fermata della ferrovia urbana a vapore (Stadtbahn) di Vienna; nei progetti, era denominata anche Lobkowitzbrücke oltre che Meidlinger Hauptstrasse. L'edificio Jugendstil della stazione venne progettato da Otto Wagner per conto della Commissione dei trasporti di Vienna e completato nel gennaio 1897 e, data la sua importanza operativa, era notevolmente più grande delle altre stazioni sotterranee della Stadtbahn. La fermata entrò in funzione il 1º giugno 1898 insieme alla linea Wiental superiore (attuale U4) e alla linea Gürtel (attuale U6). Con l'apertura della linea Wiental inferiore, il 30 giugno 1899, divenne uno snodo ferroviario dotato di stazione di segnalazione, già in funzione a ottobre 1898, che controllava controllava dodici scambi per altrettanti percorsi ferroviari e nove semafori.
Quando nel 1905 la strada principale di Meidling venne rinominata Meidlinger Hauptstraße, il nome della stazione del 1898 fu comunque mantenuto.

### Stadtbahnelettrificata
Il servizio della Stadtbahn a vapore terminò definitivamente il 30 settembre 1924 e l'infrastruttura passò sotto la gestione del comune di Vienna. Dopo una serie di lavori di adattamento, il 4 giugno 1925 la stazione tornò a essere operativa nel contesto della nuova Stadtbahn elettrificata. In concomitanza con l'elettrificazione, il sistema di binari della stazione fu semplificato. Tuttavia, già nel 1928 fu necessario modificare il binario di servizio per consentire a due treni di girare contemporaneamente. Era prevista anche la possibilità di invertire la marcia per i treni provenienti da Hütteldorf-Hacking, che però non fu mai utilizzata.
Nonostante la sua notevole importanza storico-artistica e le proteste dei cittadini e degli architetti,, la struttura della stazione di Otto Wagner venne demolita nell'agosto 1968 in previsione della realizzazione di una autostrada urbana che però non fu mai portata a termine.

### Metropolitana
Il 26 ottobre 1980 la stazione entrò in servizio come capolinea della linea U4. In concomitanza di questa inaugurazione, anche le altre linee della Stadtbahn elettrificata furono accorciate mantenendo sempre Meidling Hauptstraße come capolinea. Questo comportò che i passeggeri provenienti da o diretti a Hütteldorf, Heiligenstadt e Friedensbrücke erano costretti a un cambio di treni. Questa situazione terminò con il prolungamento della linea U4 fino a Hietzing e la contestuale soppressione della vecchia ferrovia elettrificata. L'infrastruttura venne però conservata come binari di servizio e manovra, con un binario centrale a doppia piattaforma utilizzato per le coincidenze.
La stazione, originariamente a cielo aperto, venne completamente interrata e inglobata nel sovrastante centro commerciale "U4 Center", realizzato a fine anni settanta e ristrutturato negli anni 2000, che ospita anche la discoteca U4 da cui partì la carriera del cantante Falco.
Durante la progettazione della futura linea U6 tra Gürtel e Philadelphiabrücke, alla fine degli anni settanta, Kurt Neiger, allora capo del consiglio distrettuale SPÖ di Meidling, propose senza successo che l'interscambio tra le due linee fosse localizzato in corrispondenza della stazione Meidling-Hauptstraße L'interscambio fu poi realizzato in corrispondenza della stazione di Längenfeldgasse, inaugurata nel 1989. Il vecchio binario centrale, non più utilizzato, fu eliminato e sostituito da una piattaforma centrale particolarmente ampia.

## Ingressi
- Ruckergasse
- Meidling Hauptstraße